# John Simon Guggenheim Memorial Foundation
La John Simon Guggenheim Memorial Foundation è stata fondata nel 1925 da Olga e Simon Guggenheim in memoria del figlio, morto il 26 aprile 1922. L'organizzazione conferisce Borse di Studio Guggenheim a professionisti che hanno dimostrato capacità eccezionali pubblicando un significativo corpus di lavori nel campi delle scienze naturali, scienze sociali, scienze umane e nelle arti creative, escluse le arti dello spettacolo. La lista dei Membri comprende numerosi premi Nobel, Pulitzer e altri vincitori.

## Dettagli
Le borse di studio hanno lo scopo di fornire alle persone dotate e qualificate l'opportunità di lavorare con la massima libertà creativa possibile. Non sono utilizzabili per finanziare la formazione o il lavoro post laurea immediato. Le borse di studio durano tra i sei ei dodici mesi (occasionalmente più a lungo). L'importo medio del premio nel 2003 è stato di 36.000 USD a 221 borsisti. La Fondazione aiuta solo persone singole. Non concede sovvenzioni a istituzioni o organizzazioni. Secondo il presidente della Fondazione Edward Hirsch, tra il 1925 e il 2005 la Fondazione ha concesso quasi $ 240 milioni in borse di studio a più di 15.500 individui. La Fondazione seleziona i suoi Fellows sulla base di due concorsi distinti, uno per il Canada e gli Stati Uniti, l'altro per l'America Latina e i Caraibi. I concorrenti presentano le domande ad uno dei due Comitati di selezione, composto da circa sei eminenti studiosi o artisti.
Nel 2004 la Fondazione ha assegnato 185 borse di studio canadesi e statunitensi per un totale di $ 6.912.000 (una sovvenzione media di $ 37.362). C'erano 3.268 candidati. Nello stesso anno ha assegnato 36 borse di studio latinoamericane e caraibiche per un totale di $ 1,188,000 (una donazione media di $ 33,000). C'erano 819 candidati.
I musei d'arte Guggenheim sono finanziati separatamente dalla Fondazione Solomon R. Guggenheim.